# 清心
清心（きよみ、1980年9月4日 - ）はマンドリンシンガーである。希望郷いわて文化大使。
本名・高橋清心。血液型はB型。

## 経歴
岩手県北上市出身。
岩手県立黒沢尻南高等学校（現・岩手県立北上翔南高等学校）中退。同じ北上出身のボーカリスト佐々木由香利は中学生時代の後輩である。
2004年キングレコードよりデビュー。2006年徳間ジャパンコミュニケーションズに移籍。
楽曲を提供しているライブサポートメンバーに東京で活動しているピアノ弾き語り・シンガーソングライター大石由梨香がいる。
2013年に結婚し、一児の母でもある。

## ディスコグラフィー

### シングル
1. 緑の中で…（2006年8月2日）「花と緑のガーデン都市づくり-盛岡-」イメージソング
  1. 緑の中で…
  2. もう一度ここから
  3. 緑の中で…（instrumental）
  4. もう一度ここから（instrumental）
2. もりおか物語（2007年3月7日）盛岡大通ショッピング&＆スクリーン「MOSS」CMソング
  1. もりおか物語
  2. 夢限旅行
  3. もりおか物語<インストルメンタル>
  4. 夢限旅行<インストルメンタル>
3. 心のふるさとへ（2007年7月4日）北東北デスティネーションキャンペーンソング
  1. 心のふるさとへ
  2. 私に会いにきて
  3. 心のふるさとへ＜マンドリンインストルメンタル＞
  4. 心のふるさとへ＜インストルメンタル＞
  5. 私に会いにきて＜インストルメンタル＞
4. あなたとなら(2008年9月3日) ショッピングセンター・アリオ　イメージソング
  1. あなたとなら
  2. ココロの風
  3. あなたとなら＜アコースティックver＞
  4. あなたとなら＜インストルメンタル＞
  5. ココロの風＜インストルメタル＞

### アルバム
1. 清心（2004年7月22日）
  1. RYDEEN
  2. アトリエ-Instrumental-
  3. 忘文〜わすれぶみ〜
  4. 愛鍵
  5. 最初から今まで-Instrumental-（ドラマ“冬のソナタ”より）
  6. しあわせのカタチ
2. 羽音（2005年5月25日）
  1. 夢中人（映画 恋する惑星より）
  2. 君と描く心の声で愛を歌おう
  3. 夕桜駅
  4. 涙そうそう
  5. うれし涙
  6. pray to the sky
  7. 桃色の風
  8. クローバー
  9. 風の丘（魔女の宅急便より）
  10. A Little Prayer
  11. 落陽
  12. LOVE LOVE LOVE

## 出演

### 映画
- しあわせカモン（2009年） - 看護婦役

### ラジオ
- 清心のコトノハ∞らじお（2006年10月 - 2007年9月、火曜26:30 - 27:00）- パーソナリティ

| 文化放送 火曜26:30-27:00枠 | 文化放送 火曜26:30-27:00枠 | 文化放送 火曜26:30-27:00枠 |
| 前番組                     | 番組名                     | 次番組                     |
| -------------------------- | -------------------------- | -------------------------- |
| つきよみのハイカラ♪ラヂオ  | 清心のコトノハ∞らじお      | 下川みくにのみくもりっ。   |